# Gelanesaurus flavogularis
Gelanesaurus flavogularis — вид ящірок родини гімнофтальмових (Gymnophthalmidae). Ендемік Еквадору.

## Поширення і екологія
Gelanesaurus flavogularis мешкають в Еквадорських Андах, в провінціях Напо і Тунґурауа. Вони живуть у вологих тропічних лісах, поблизу струмків та інших водойм. Зустрічаються на висоті від 1440 до 1800 м над рівнем моря.